# Pyridostigmine
Pyridostigmine is een geneesmiddel dat tot de acetylcholinesteraseremmers behoort. Het wordt voorgeschreven om de spierziekte myasthenia gravis en het syndroom van Lambert-Eaton te behandelen.
Pyridostigmine wordt tevens preventief door militairen ingezet om zich tegen een aanval met gifgas te beschermen. Volgens sommige wetenschappers is dit de oorzaak van het omstreden golfsyndroom.
De stof is opgenomen in de lijst van essentiële geneesmiddelen van de WHO.